# Ardea sumatrana
Ardea sumatrana este o pasăre din familia stârcilor, rezidentă din sud-estul Asiei până în Papua Noua Guinee și Australia.